# Hans Stahle
Hans Stahle, född 8 augusti 1923 i Gamleby, Kalmar län, död 14 oktober 1989 i Tumba, var en svensk företagsledare.

## Utbildning
Stahle blev filosofie magister 1947. Han avlade ekonomexamen vid Handelshögskolan i Stockholm 1950 och erhöll titeln civilekonom. Han studerade vid Institutet för företagsledning i Lausanne 1958–1959.

## Karriär
Stahle anställdes vid Sandvikens Jernverks AB 1951, vid Alfa-Laval 1952, blev direktörsassistent där 1957, blev vVD 1959, och var VD 1960 till 1980. Han var Alfa-Lavals styrelseordförande från 1980 till sin död 1989. Ordförande för Sveriges verkstadsförening 1986–1989. Han var ordförande för Handelshögskoleföreningen, Handelshögskolan i Stockholms högsta beslutande organ, 1983–1989. Han utsågs av föreningen till ledamot i Handelshögskolan i Stockholms direktion, Handelshögskolans högsta verkställande organ, 1976–1989 och var dess vice ordförande 1983–1989.
Hans Stahle är begravd på Botkyrka kyrkogård.

## Utmärkelser
- Kommendör av första klassen av Vasaorden, 6 juni 1974.[5]
- Ekonomie hedersdoktor vid Handelshögskolan i Stockholm (ekon.dr h.c.) 1979
- Ledamot av Kungl. Ingenjörsvetenskapsakademien, invald 1981